# 1918 Aiguillon
1918 Aiguillon (1968 UA) là một tiểu hành tinh vành đai chính được phát hiện ngày 19 tháng 10 năm 1968 bởi Guy Soulie ở Bordeaux. Nó được đặt theo tên the small town thuộc Aiguillon, France.